# Абахани (футбольный клуб, Дакка)
«Абахани Лимитед» (бенг. আবাহনী ক্রীড়াচক্র) — футбольный клуб из города Дакка, Бангладеш.
Клуб 11 раз становился победителем Лиги Дакки (en:Dhaka League) — сильнейшего соревнования Бангладеш до 2000 года, когда стал проводиться национальный чемпионат, первым победителем которого также стал «Абахани». Клуб также четырежды выигрывал профессиональную Премьер-лигу Бангладеш, основанную в 2007 году.
Матчи с «Мохаммедданом» носят название Дерби Дакки.
В сезонах 2008/09 — 2009/10 провёл 34 матча подряд без поражений.
За клуб в различное время выступал ряд футболистов из бывшего СССР:
| Футболист                        | Страна     | Годы выступлений |
| -------------------------------- | ---------- | ---------------- |
| Андреев, Владимир Анатольевич    | Узбекистан | 1994—1995        |
| Арефьев, Алексей Леонидович      | Россия     | 1992             |
| Дзнеладзе, Георгий Александрович | Россия     | 1997             |
| Дозморов, Александр Юрьевич      | Россия     | 1992, 1993       |
| Жуков, Сергей Николаевич         | Россия     | 1992             |
| Казаков, Андрей Владимирович     | Россия     | 1994—1995, 1996  |
| Кобзев, Владимир Васильевич      | Россия     | 1995             |
| Крючков, Николай Николаевич      | Россия     | 1994             |
| Матвеев, Анатолий                | Узбекистан | 1997—1998        |
| Ненашкин, Александр Владимирович | Россия     | 1995             |
| Полынков, Александр Анатольевич  | Россия     | 1992             |
| Симачёв, Николай Николаевич      | Россия     | 2004             |
| Судариков, Александр Борисович   | Россия     | 1993             |
| Тагиев, Мурат Гельдиевич         | Россия     | 1993             |
| Халиулин, Рифат                  | Узбекистан | 1997             |
| Хамзин, Сабир Ширбалаевич        | Россия     | 2001             |

Клуб также тренировали Альгимантас Любинскас (1988), Валерий Богданов (1995), Юрий Суслопаров (2002).

## Национальные достижения
Премьер-лига
- Чемпион (6): 2007, 2009, 2010, 2012, 2016, 2017/18

Кубок Федерации
- Обладатель (12): 1982, 1985, 1986, 1988, 1997, 1999, 2000, 2010, 2016, 2017, 2018, 2021/22

Суперкубок Бангладеш
- Обладатель (1): 2011

Лига Дакки
- Чемпион (11): 1974, 1977, 1981, 1983, 1984, 1985, 1990, 1992, 1994, 1995, 2001

Национальный чемпионат
- Победитель (1): 2000